# カステリョー・ダンプリアス
カステリョー・ダンプリアス(カタルーニャ語: Castelló d'Empúries)またはカステリョン・デ・アンプリアス(スペイン語: Castellón de Ampurias)は、スペイン・カタルーニャ州ジローナ県のムニシピ（基礎自治体）。公式名はカタルーニャ語名のCastelló d'Empúries。クマルカ（郡）としてはアルト・アンプルダーの構成自治体のひとつである。フィゲーラスの9km東に位置する。自治体内にはヨーロッパ最大級の別荘併設型ヨットハーバー（マリーナ）で知られるアンプリアブラーバ地区がある。

## 歴史
アンプリアス郡の政庁所在地だったアンプリアスがあまりにも簡単に海賊の略奪を受けたため、1079年にはカステリョー・ダンプリアスがアンプリアス郡の政庁所在地となった。1325年から1341年には町の拡大が行われ、1385年にはアラゴン＝カタルーニャ連合王国に組み込まれた。

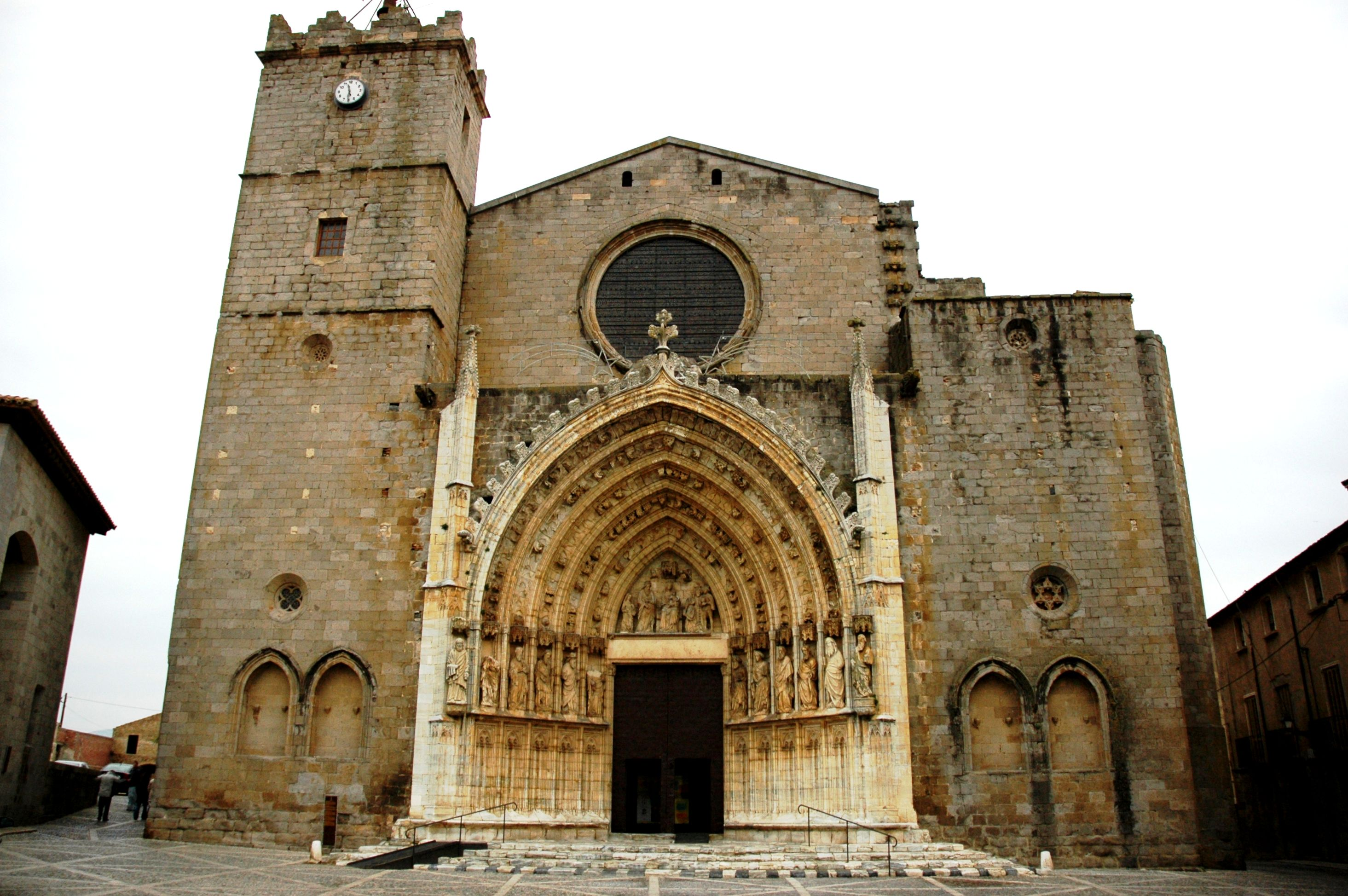
サンタ・マリーア教会

半島戦争中の1809年には、ナポレオン率いるフランス軍の第113戦列歩兵連隊がここで戦った。
1970年代にはコスタ・ブラバの海岸にアンプリアブラーバの人工都市ができたため、カステリョー・ダンプリアスの旧市街はやや縮小している。

## 地理
面積は42.3km2であり、市庁舎がある旧市街の標高は17mである。地中海のロザス湾から約4km内陸にある旧市街のカステリョー・ダンプリアス地区、ロザス湾に面しているアンプリアブラーバ地区と、2つの人口中心地を有している。近隣の町には、フィゲーラス、ロザス、パララーダ、フルティアーなどがある。
自治体域にはアンプルダー湿地自然公園がある。アンプルダー湿地はロザス湾の一部であり、エブロ・デルタ同様にマラリア性湿地だった。4,800ヘクタールの面積を持ち、カタルーニャ州で2番目に大きな湿地である。アンプルダー湿地はフルビアー川とムガ川に挟まれている。1983年に自然公園に指定された。中世の市街地はムガ川に三方を囲まれており、北東方向にはカステリョー池が存在した。やがてカステリョー池は干拓されて農地となり、ムガ川の最下流部は最短距離で地中海に注ぐこととなった。

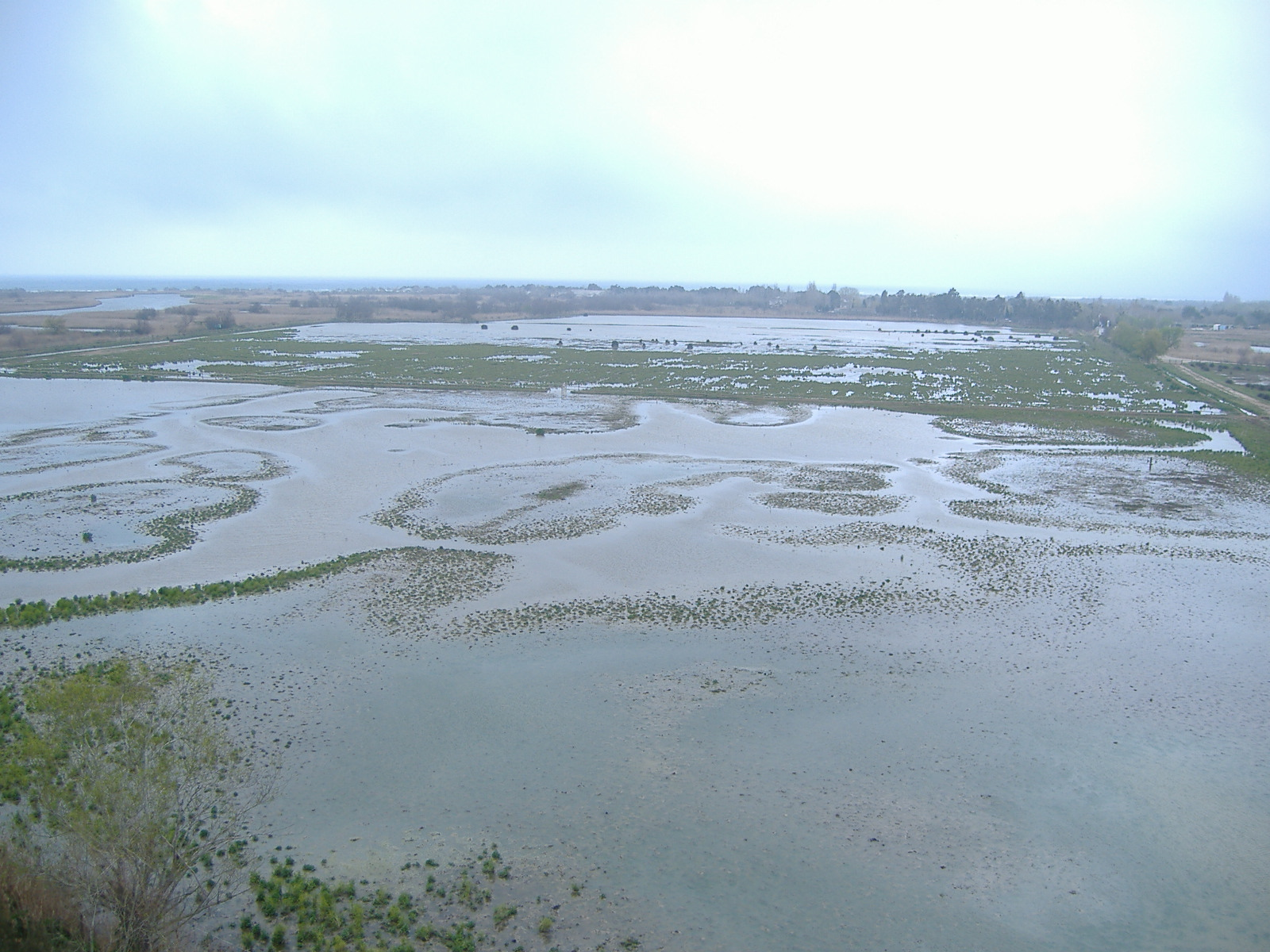
アンプルダー湿地
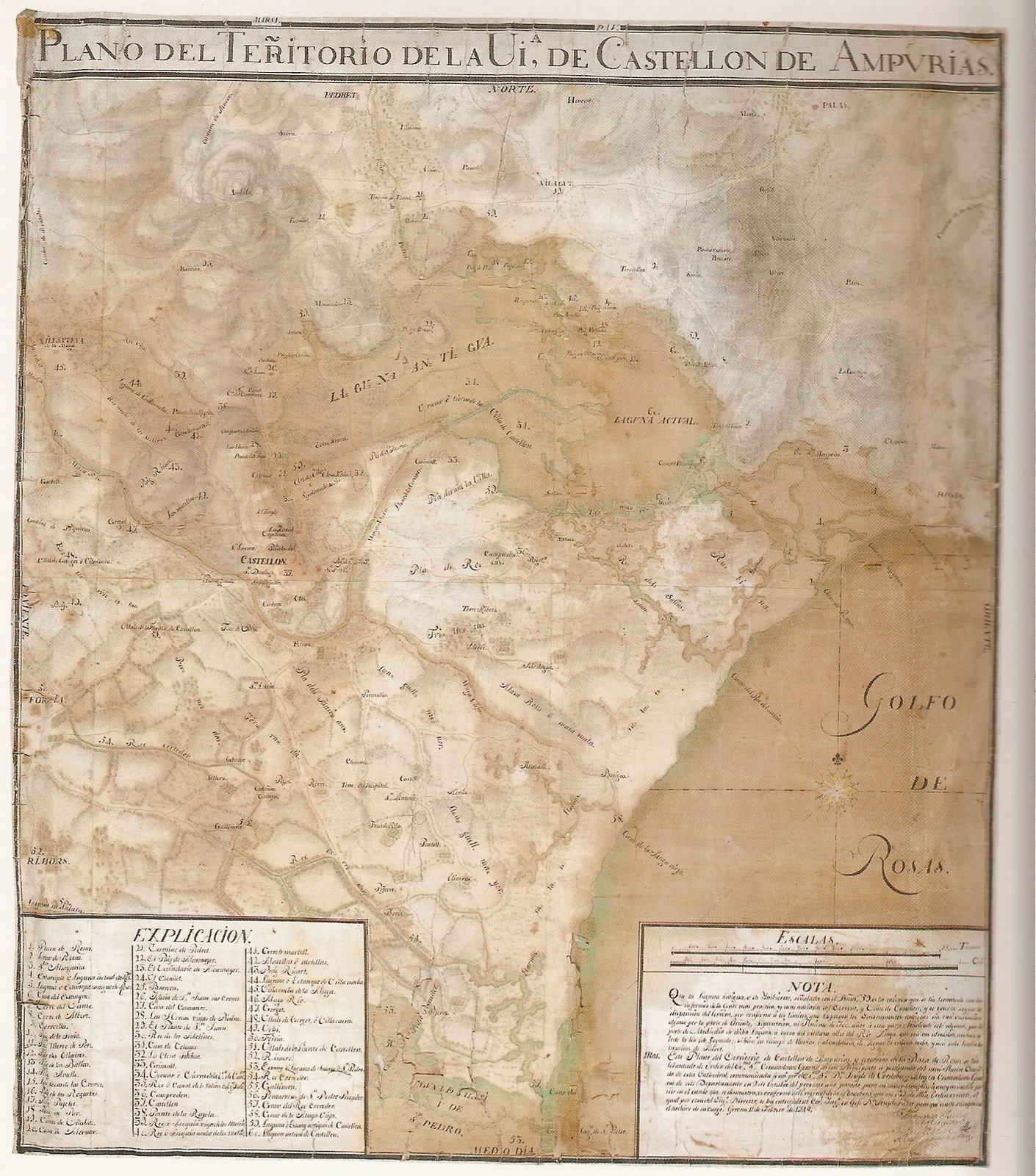
カステリョー池が描かれた1748年の地図
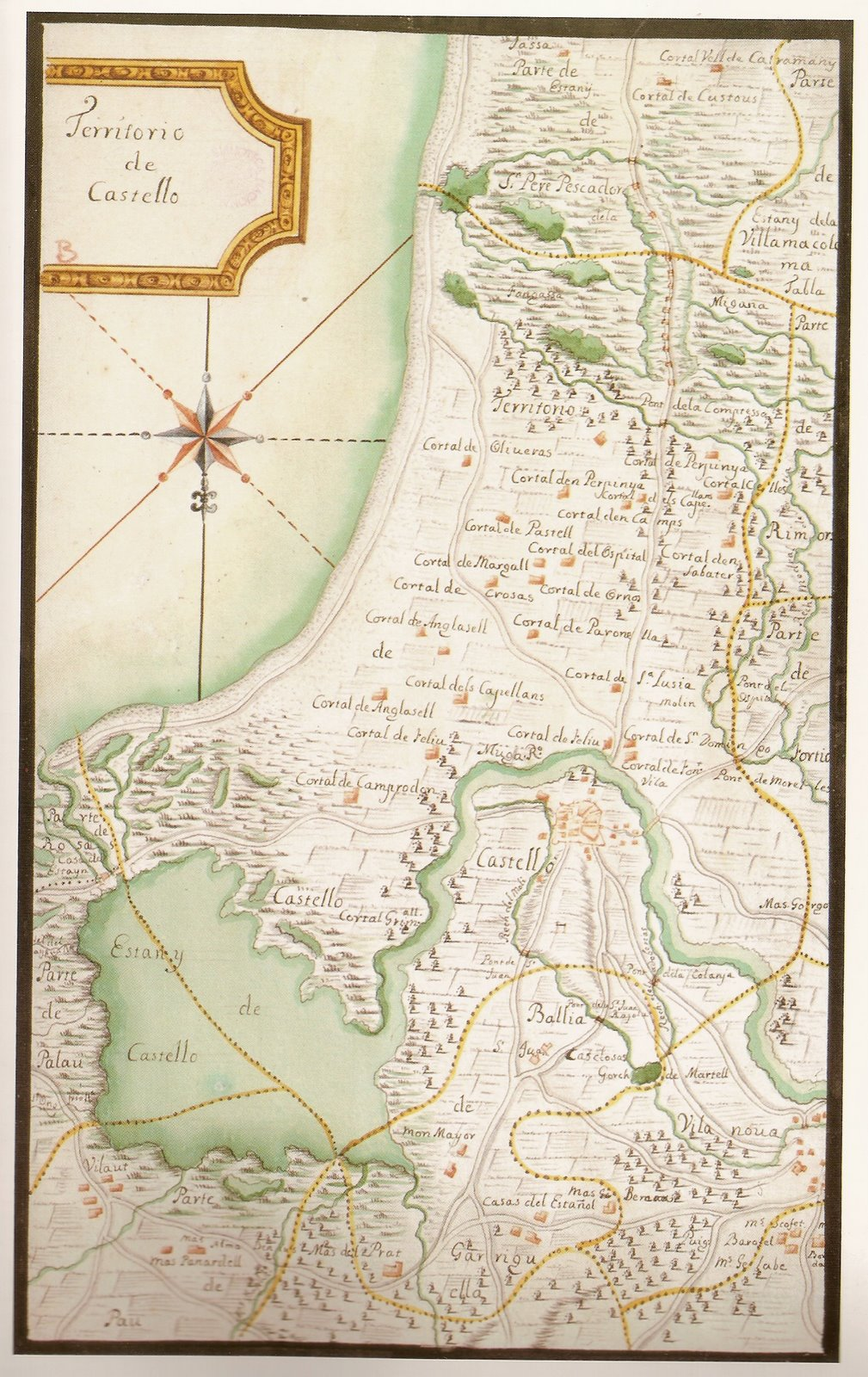
カステリョー池が描かれた18世紀の地図（下辺が北）

### 地区
2000年時点では3,039人が旧市街のカステリョー・ダンプリアス地区に、3,227人が海岸部のアンプリアブラーバ地区に住んでいた。2000年時点では両地区の人口差はわずかだったが、カステリョー・ダンプリアス地区の人口増加が緩やかなのに対して、アンプリアブラーバ地区の人口増加は急激であり、両地区の人口差は拡大した。2009年の自治体人口は12,111人であり、8,001人がアンプリアブラーバ地区、3,971人がカステリョー・ダンプリアス地区に住んでいる。139人は散居形態にある。
- アンプリアブラーバ地区 : 8,001人
- カステリョー・ダンプリアス地区 : 3,971人
- その他（散居人口） : 139人

## アンプリアブラーバ地区

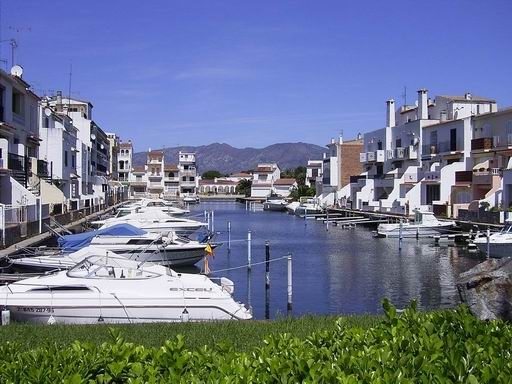
アンプリアブラーバ地区のマリーナ

水路が張り巡らされたアンプリアブラーバ地区

カステリョー・ダンプリアスの自治体内には、ロザス湾に面してアンプリアブラーバ地区がある。アンプリアブラーバ地区はヨーロッパ最大級の別荘併設型ヨットハーバー（マリーナ）である。もともとこの場所は湿地帯だったが、1964年に居住用マリーナの建設が計画され、1975年にアンプリアブラーバ地区が完成した。航行用水路長は24kmにも達し、総水路長は40kmにも達する。夏季には人口が約80,000人まで増加する。建設にあたってはイタリアのヴェネツィアを理想とし、アメリカ合衆国のフロリダ州における同様の計画を模倣している。
ギリシア＝ローマ時代の古代都市アンプリアスのアクロポリスにも近い。街の北側にはアンプリアブラーバ飛行場があり、あらゆるレベルのスカイダイビングを提供している。

## 人口
| カステリョー・ダンプリアスの人口推移 1717－2009         |
|                                                         |
| 出典:INE（スペイン国立統計局）1900年 - 1991年、1996年 - |

## 行政
スペインでは4年ごとに行われる地方選挙で自治体首長と自治体議会議員が選出される。スペインまたは欧州連合加盟国の国籍を持つ18歳以上の自治体住民が選挙権を持つ。自治体議会議員の定数は人口によって定められており、現在のカステリョー・ダンプリアスの場合は定数17である。
| 任期      | 首長名                                                            | 政党 |
| --------- | ----------------------------------------------------------------- | ---- |
| 1979–1983 | Francesc Brossa i Anglada                                         | PSC  |
| 1983–1987 | Francesc Brossa i Anglada (83-84) Esteve Ripoll i Cornell (84-87) | PSC  |
| 1987–1991 | Miquel Casellas i Hortensi                                        | CiU  |
| 1991–1995 | Miquel Casellas i Ortensi                                         | CiU  |
| 1995–1999 | Xavier M. Sanllehí i Brunet                                       | ERC  |
| 1999–2003 | Xavier M. Sanllehí i Brunet                                       | UPM  |
| 2003–2007 | Xavier M. Sanllehí i Brunet                                       | CiU  |
| 2007–2011 | Salvi Güell i Bohigas                                             | ERC  |
| 2011–2015 | Xavier M. Sanllehí i Brunet                                       | CiU  |
| 2015–2019 | Assumpció Brossa(15-16) Salvi Güell i Bohigas(16-)                | CiU  |
| 2019–2023 | n/d                                                               | n/d  |
| 2023–     | n/d                                                               | n/d  |

## 出身者
- ラモン・ルイス・アマード（スペイン語版）(1861-1934): イエズス会の神学者・著作家。